# Soldier Field
Soldier Field este un stadion situat în Chicago, Illinois. În prezent, găzduiește meciurile de acasă pentru Chicago Bears din NFL.
Designul original al stadionului datează din 1919 și a fost realizat de firma Holabird & Roche din Chicago, iar construcția a avut loc între 1922 și 1924.
Arena a fost inaugurată la 9 octombrie 1924, aniversarea Marelui Incendiu din Chicago din 1871. Numele inițial al stadionului a fost Municipal Grant Park Stadium. La 11 noiembrie 1925 s-a decis schimbarea numelui, în onoarea veteranilor de război, iar pe 27 noiembrie 1926, arena a fost redenumită Soldier Field în memoria soldaților americani decedați în Primul Război Mondial.
Designul, cu un plan în formă de U , a fost în stil neoclasic, cu două colonade de-a lungul tribunelor de est și vest, care amintesc de Partenon, fiecare colonada fiind formată din două rânduri de 32 de coloane în stil doric. Zona deschisă a potcoavei era la nord, cu liniile laterale extinzându-se cu mult dincolo de zona finală. Terenul cu iarbă naturală avea o pistă de pământ în jurul lui. Capacitatea inițială era de 74.280 de spectatori. Pentru evenimente speciale, se puteau adăuga locuri suplimentare pe pista de pământ, de-a lungul promenadelor din vârful tribunelor și în zona de nord, aducând capacitatea potențială de peste 100.000 de spectatori, deși chiar și acest număr a fost uneori depășit cu ocazia unor evenimente.
Pe 22 septembrie 1927, pe stadion a avut loc meciul de box care a intrat în istorie ca The Long Count Fight dintre Jack Dempsey și Gene Tunney. Porecla meciului vine de la momentul în care Dempsey l-a trimis la podea pe Tunney în repriza a șaptea, dar a întârziat momentul în care să meargă în colțul său, așa cum prevedea noua regulă, oferindu-i astfel lui Tunney 5-6 secunde în plus, înainte de începerea numărării arbitrului, acordându-i astfel lui Tunney timp să își revină și să se ridice înapoi pe picioare, deși cu greu, și, prin urmare, să poată continua meciul. Tunney a câștigat în cele din urmă meciul, prin decizie unanimă a arbitrilor.
Echipa Chicago Bears evoluează pe Soldier Field din 1971, după ce anterior evoluase pe Wrigley Field. Mutarea Bears la Soldiers Field, care a jucat primul lor meci acolo pe 19 septembrie 1971, a fost o consecință a fuziunii AFL - NFL, care a impus ca echipele participante la campionat să aibă stadioane de cel puțin 50.000 de spectatori.
În 1994 stadionul a găzduit ceremonia de deschidere a Cupei Mondiale de fotbal din 1994, precum și alte trei meciuri din faza grupelor și un meci din optimile de finală. În 1999, stadionul a găzduit patru meciuri din faza grupelor Cupei Mondiale feminine. A găzduit de asemenea două finale ale Gold Cup.

## Galerie

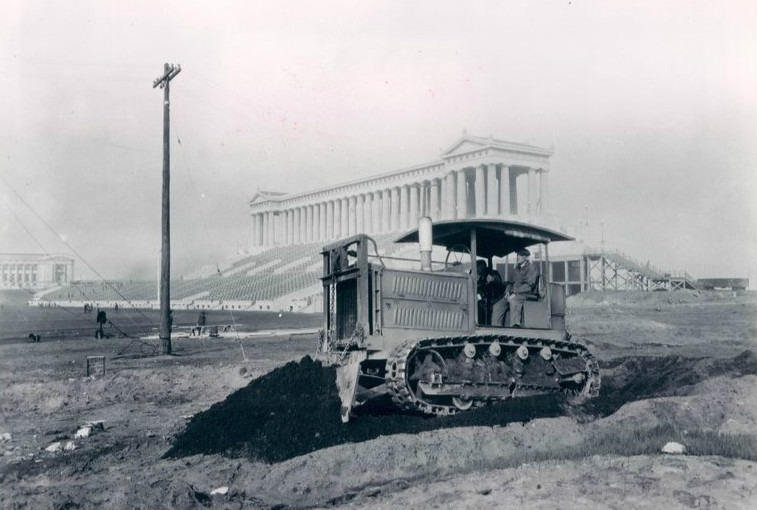
Soldier Field aproape de finalizare, 1924
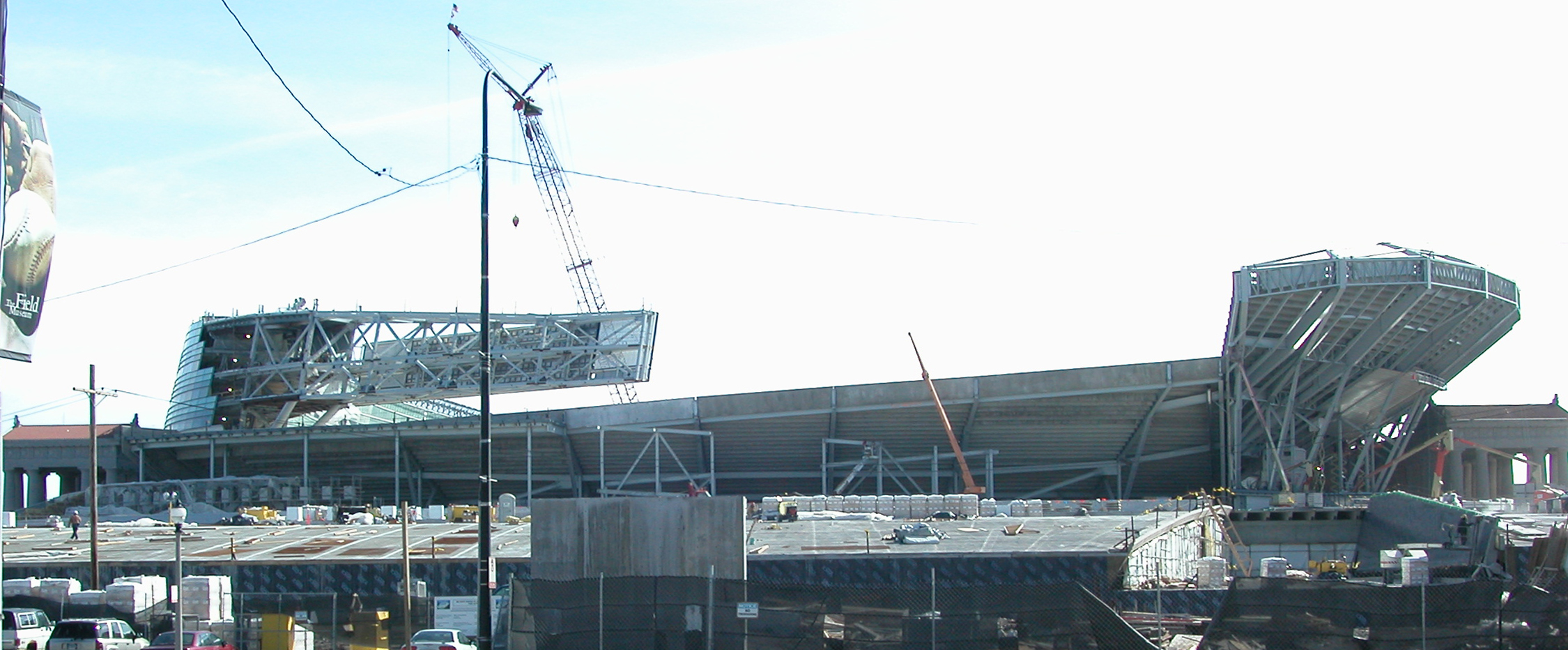
Renovarea din martie 2003
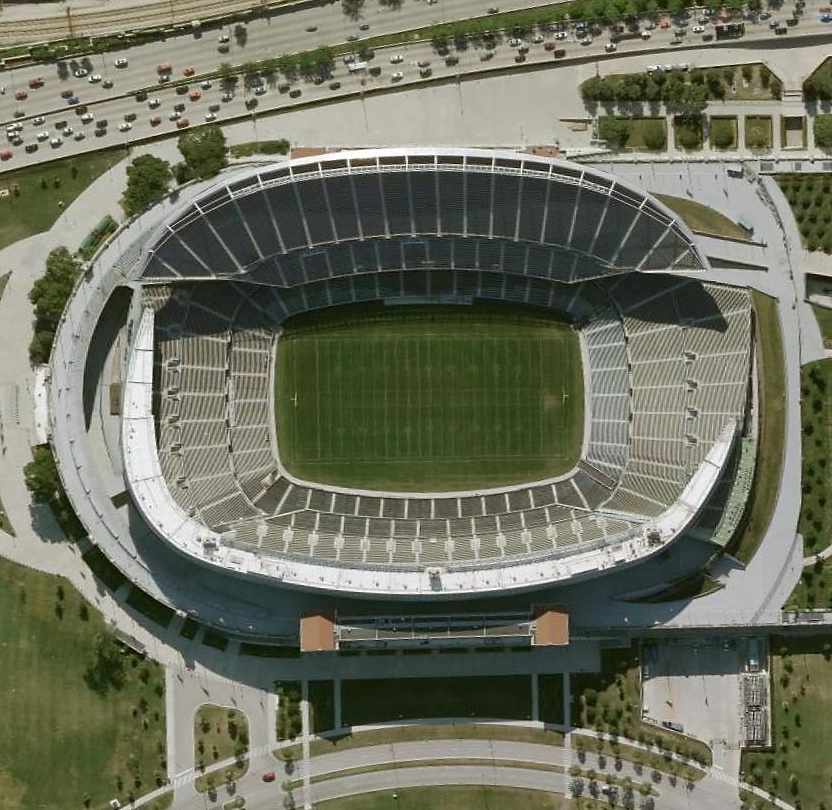
Vedere aeriană în 2008
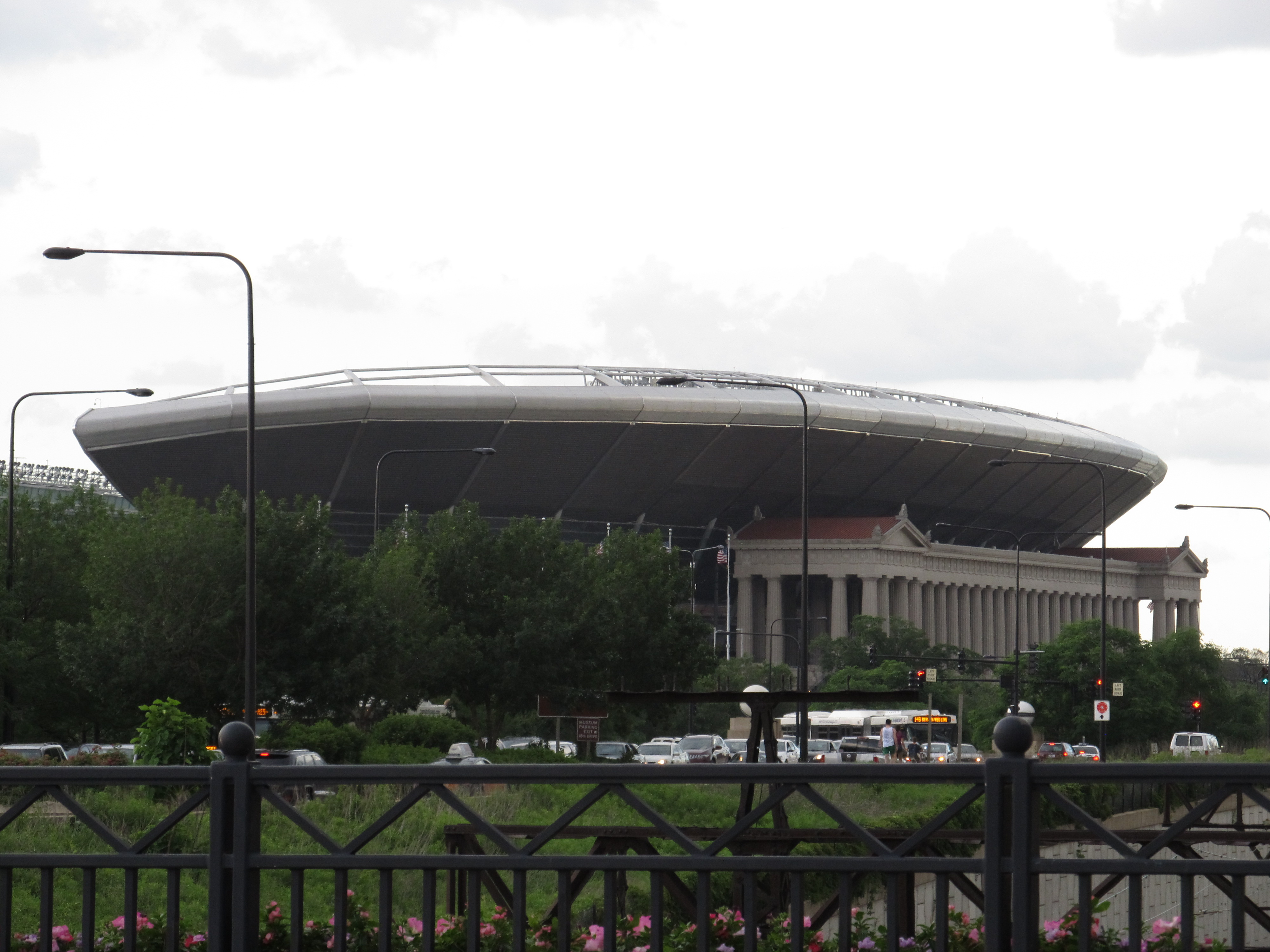
Soldier Field văzut de pe Lake Shore Drive în 2013
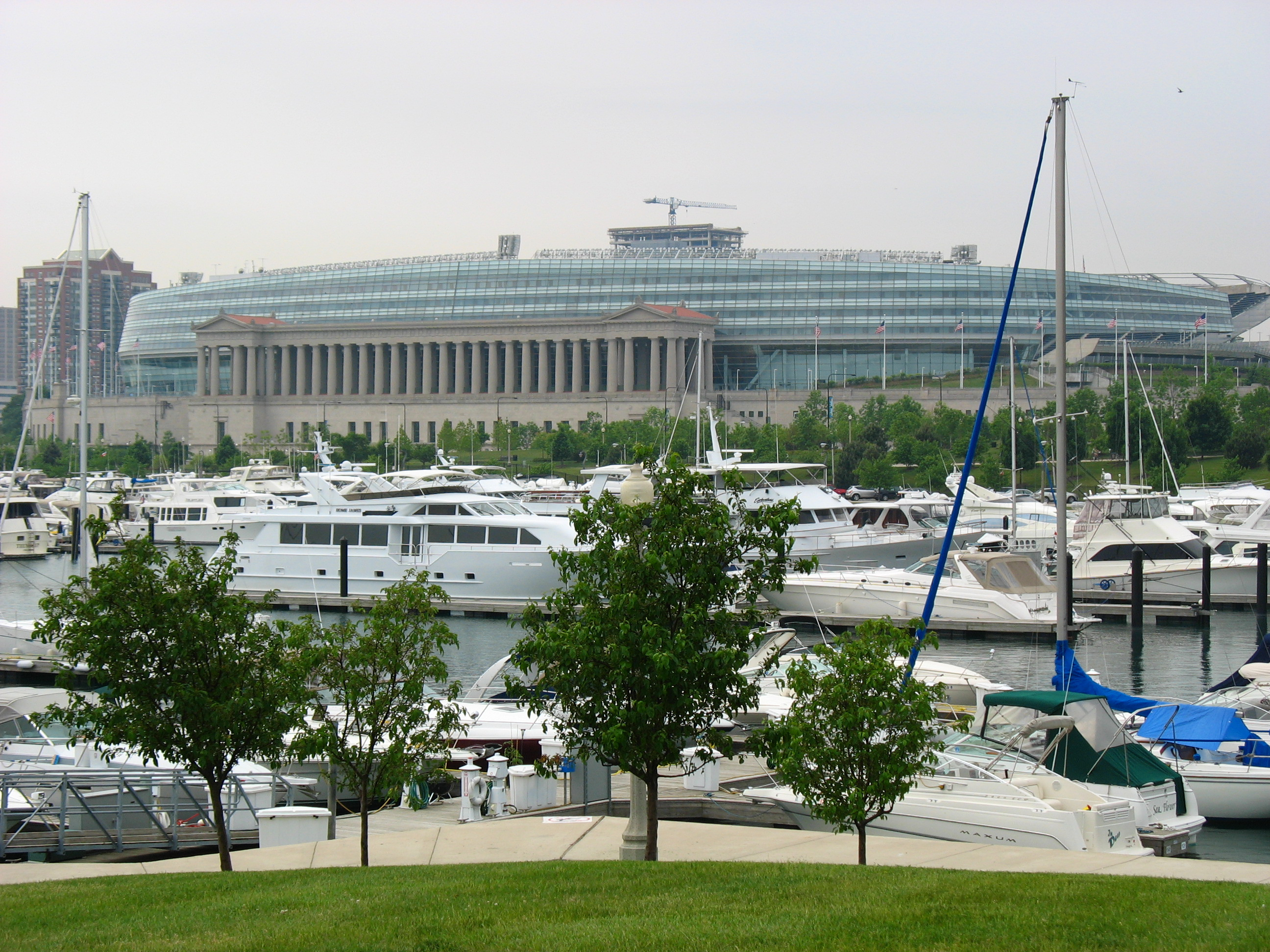
Imagine din Northerly Island
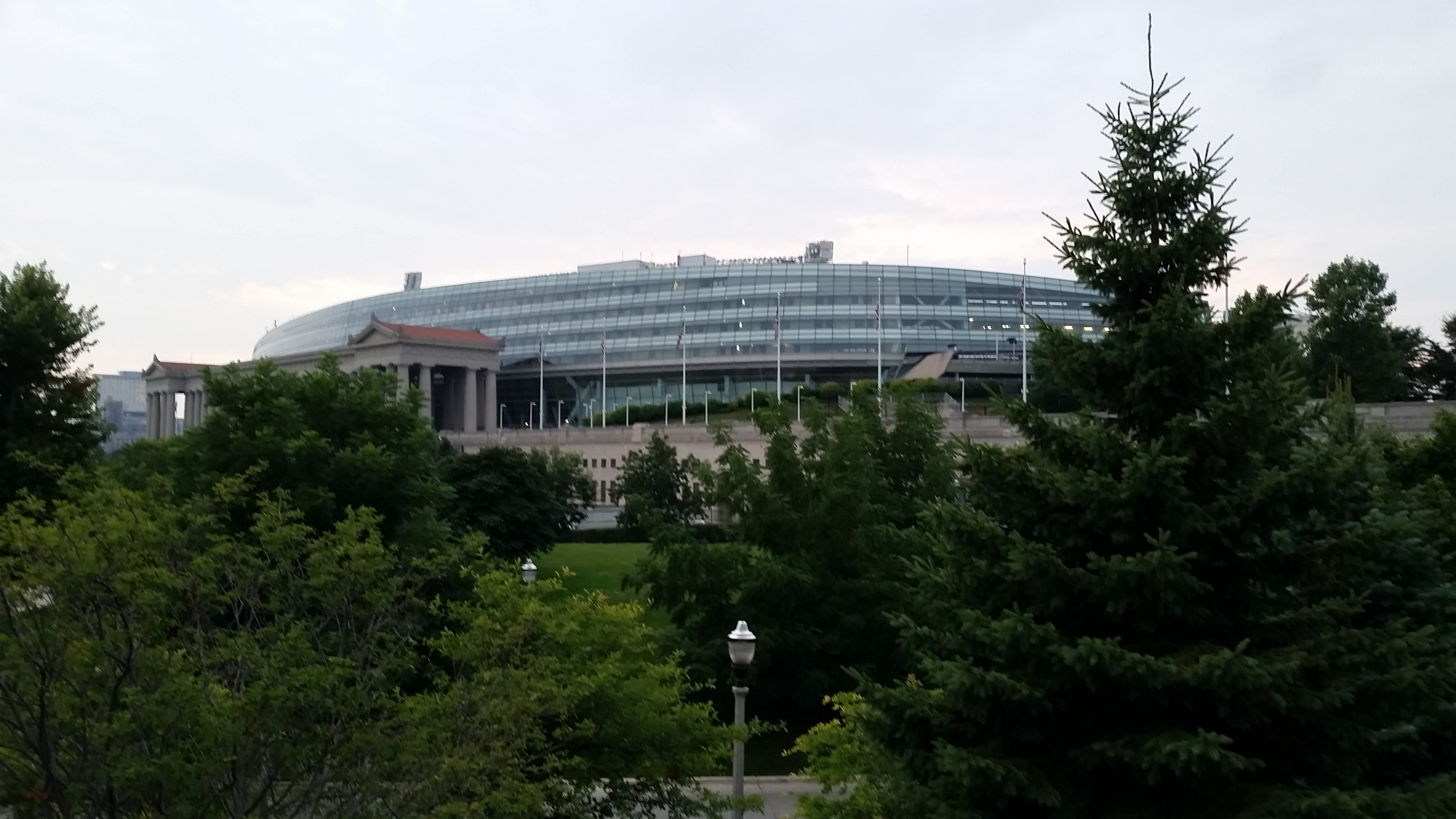
Zona din apropierea Soldier Field
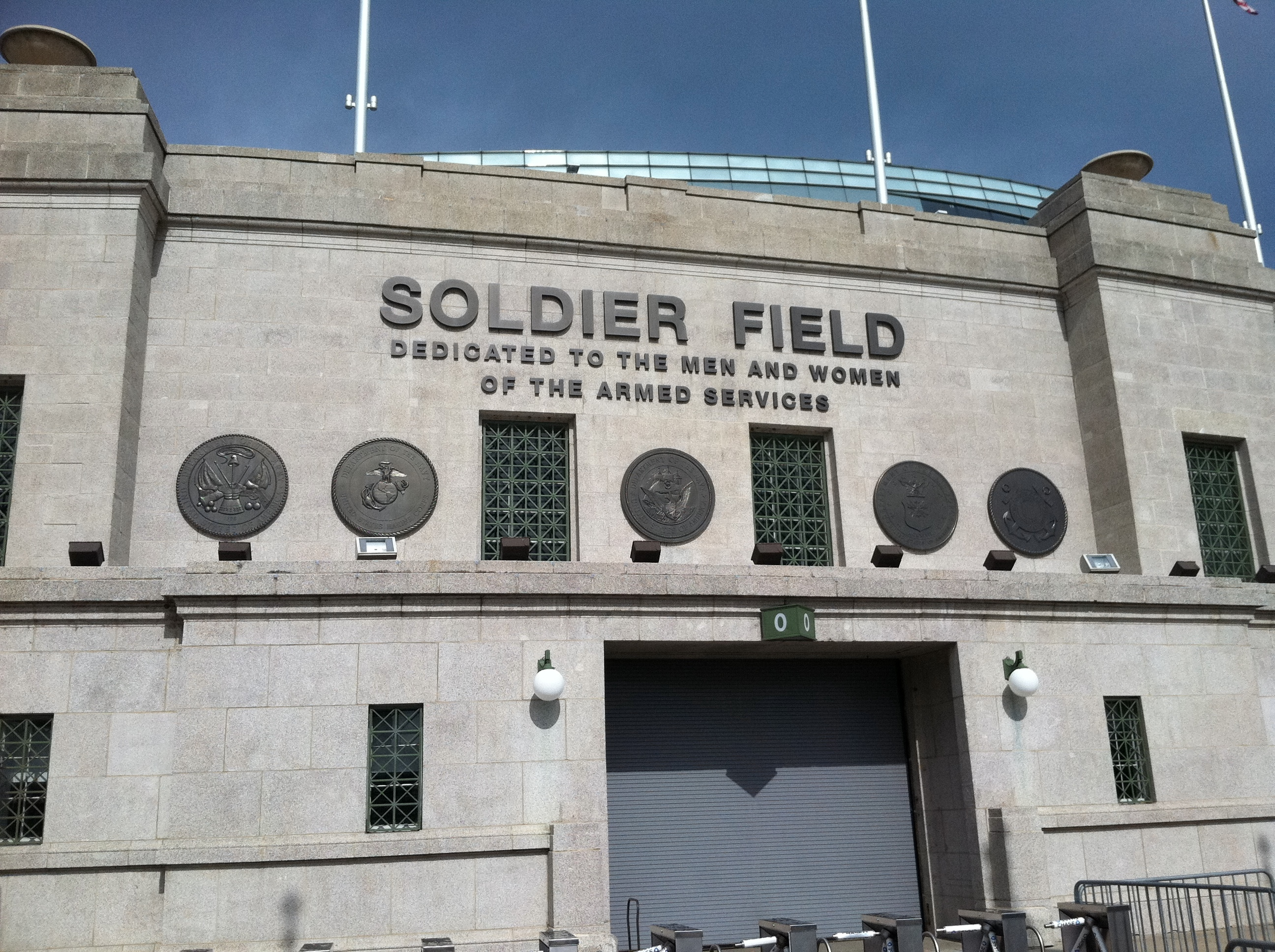
Imagine din exterior cu mesajul care spune „Dedicat bărbaților și femeilor din forțele armate”
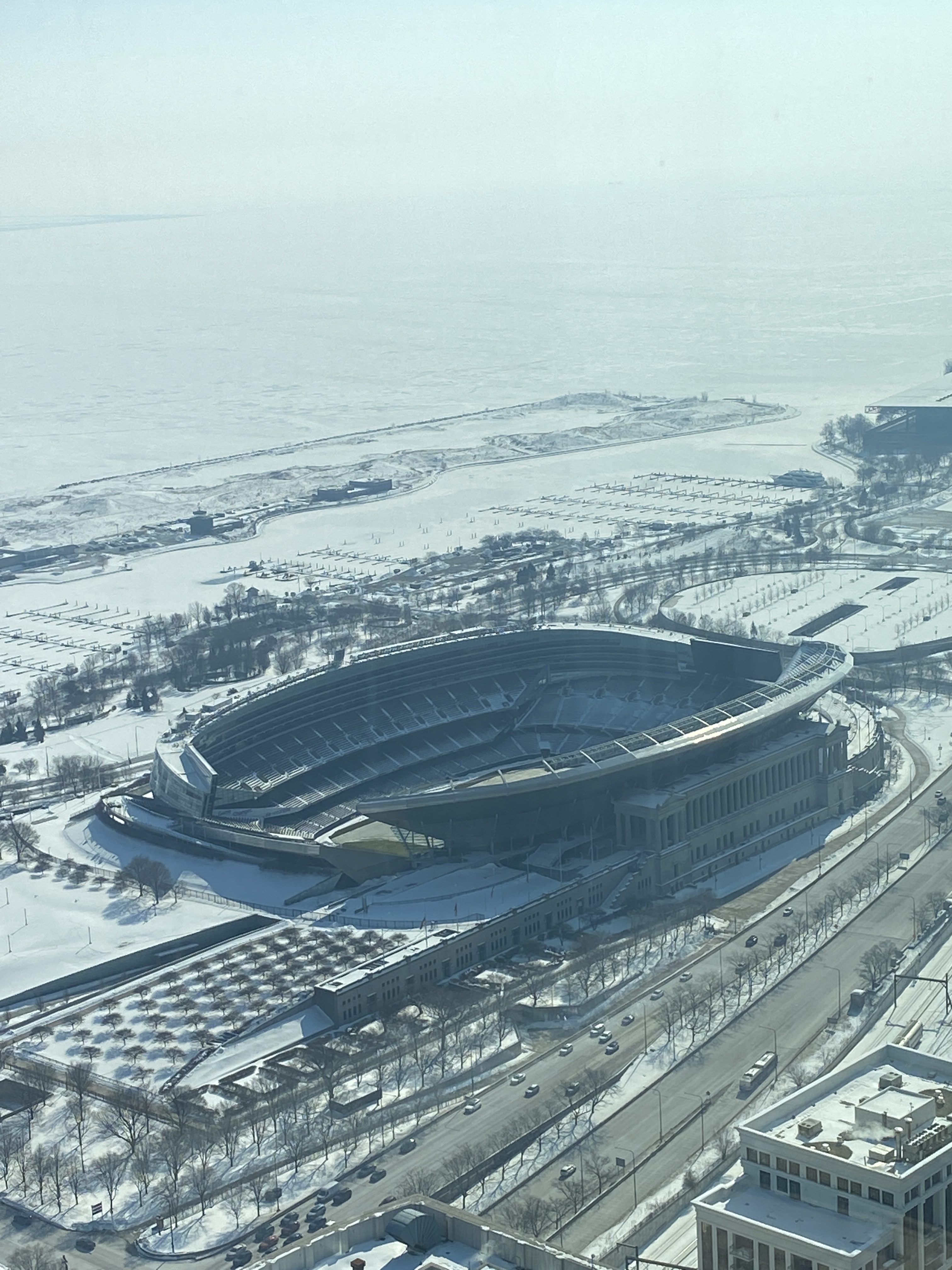
Vedere din clădirea NEMA, 2021